# Johannes Maron
Johannes Maron, död före 423 i staden Cyros i den östromerska provinsen Syria Prima, var en kristen assyrisk/syriansk munk och vän till Johannes Chrysostomos.
Det av hans lärjungar grundlagda klostret S:t Maron vid Orontes (Nahr al-Asi) var ett av de mest betydande i Syrien, och blev småningom monoteletiskt. Marons sentida syrisk kristna anhängare kallas för maroniter.